# Joe Spiteri
Joe Spiteri (Australia, 6 de mayo de 1973) es un exfutbolista de Australia que jugaba en la posición de delantero centro.

## Carrera

### Club
| Periodo   | Club                 |
| --------- | -------------------- |
| 1992–1993 | Albion Rovers FC     |
| 1993–1994 | Parramatta Eagles    |
| 1994–1996 | Melbourne Knights    |
| 1996–1998 | SK Sturm Graz        |
| 1998–2001 | Lierse SK            |
| 2001      | IFK Norrköping       |
| 2001-2002 | Sydney Olympic       |
| 2002-2004 | Marconi Stallions FC |
| 2004-2006 | Kingston City FC     |
| 2007-2008 | Melbourne Knights    |
| 2009-2011 | Werribee City FC     |
| 2013–2016 | Point Cook SC        |

### Selección nacional
A nivel de selecciones menores jugó para Australia en los Juegos Olímpicos de Atlanta 1996. Jugó con Australia en ocho ocasiones de 1995 a 1997 y anotó dos goles; fue campeón de la Copa de las Naciones de la OFC 1996.
| No | Fecha      | Sede                                   | Rival         | Marcador | Resultado | Torneo            |
| -- | ---------- | -------------------------------------- | ------------- | -------- | --------- | ----------------- |
| 1. | 15-11-1995 | Breakers Stadium, Newcastle, Australia | Nueva Zelanda | 3–0      | 3–0       | Copa Trans-Tasman |
| 2. | 14-2-1996  | Bob Jane Stadium, Melbourne, Australia | Japón         | 2–0      | 3–0       | Amistoso          |

## Logros

### Club
- Belgian Cup: 1998–99[3]

### Selección nacional
- OFC Nations Cup: 1996[9]